# Cormac
Cormac ist ein irischer männlicher Vorname. Mac ist Irisch für Sohn und kann als Präfix und Suffix verwendet werden. Die Herkunft des ersten Teils ist allerdings nicht so klar. Eine verbreitete Vermutung leitet es von corb, dem altirischen Wort für Rad ab. Der Name könnte also Sohn des Streitwagenfahrers bedeuten, da die Kämpfer in den mythischen Heldengedichten der Insel fast immer als Streitwagenfahrer vorkommen. Andere Herleitungen verweisen auf das altirische Wort für Rabe, was als Namensbestandteil für Legende oder legendär stehen kann.

## Sprachvarianten
- Altnordisch: Kormákr
- Isländisch: Kormákur

## Namensträger

### Vorname
Cormac
- Cormac Breathnach († 1956), irischer Politiker
- Cormac Breslin (1902–1978), irischer Politiker
- Cormac McCarthy (1933–2023), US-amerikanischer Schriftsteller
- Cormac Murphy-O’Connor (1932–2017), Erzbischof von Westminster und Kardinal
- Michael Cormac Newell (* 1942), britischer Filmregisseur und -produzent

Kormákr
- Kormákr Ögmundarson der Skalde, Held der Kormáks saga

### Kunstfigur
- Cormac McLaggen, Figur aus den Harry-Potter-Romanen

### Sagengestalt
- Cormac mac Airt, mythischer Hochkönig Irlands
- Cormac Conn Longas, Königssohn im Ulster-Zyklus der keltischen Mythologie